# Château de l'Hermine (Vannes)
Pour les articles homonymes, voir Château de l'Hermine.
Le château de l'Hermine était un petit château fort intégré aux remparts de la ville de Vannes (Morbihan). Le château fut la résidence principale des ducs de Bretagne entre la fin du XIVe siècle et le XVe siècle. Ruiné puis démantelé au XVIIe, il fut remplacé au cours du XVIIIe siècle par un hôtel particulier - l'hôtel Lagorce - qui prit le nom de son propriétaire. On l'appelle cependant communément le château de l'Hermine, le souvenir de l'ancienne forteresse des ducs étant bien ancré dans la mémoire des Vannetais.

## Histoire

### Le château de l'Hermine
Le château de l'Hermine est un bâtiment défensif et d'habitation, voulu par le duc Jean IV de Bretagne, qui désirait bénéficier d'une résidence dans une ville qui lui avait été favorable lors de la guerre de Succession. Il fit intégrer son château aux nouveaux remparts qu'il faisait édifier au sud de la ville, doublant la surface de celle-ci (elle passe de 5 à 12 hectares), sur une zone en grande partie soumise aux marées. Il lui donna le nom du motif principal de ses armoiries et de l'ordre de chevalerie qu'il avait fondé en 1381. 
La construction de ce bâtiment s'échelonna entre 1380 et 1385, le chantier se poursuivant jusqu'au milieu du XVe siècle. Les services de l'hôtel du duc trouvaient place dans la basse-cour : la chambre des comptes (installée dans l'hôtel de Cleiss achetée au seigneur de Largouët) qui deviendra un temps la mairie, l'atelier de la monnaie, la maison du four, le jeu de paume ainsi que les écuries ducales bâties dans les années 1440. L'étendue de celles-ci sera révélée par les fouilles effectuées en 2000. La construction du moulin des Lices, de la chapelle des Lices entre 1420 et 1425, complète le tout.

#### L'arrestation du connétable Olivier de Clisson

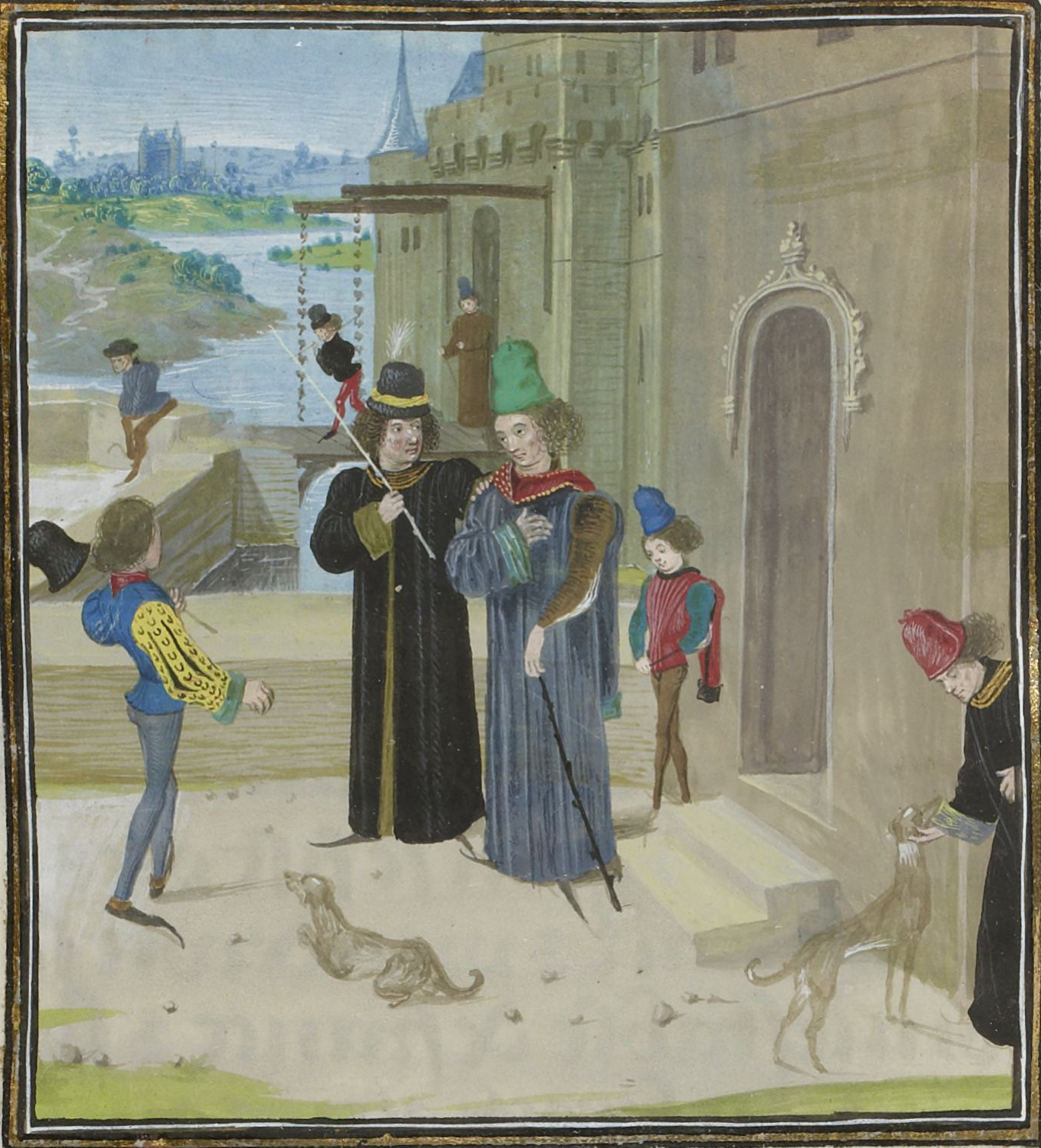
Arrestation d'Olivier de Clisson, Chroniques de Jean Froissart.

Le château fut le théâtre d’un événement considérable du règne du duc Jean IV : l’arrestation d’Olivier V de Clisson, puissant seigneur breton et connétable de France, descendant des barons de Clisson et héros de la guerre de succession de Bretagne. Compagnon du duc, il changea de camp en 1369, rejoignant le parti ennemi, celui de la duchesse Jeanne de Penthièvre. En 1370, il acheta le comté de Porhoët, en 1380, il fut nommé connétable de France, en 1384, il paya la rançon du comte de Penthièvre Jean de Blois et lui offrit sa fille en mariage, devenant ainsi le beau-père d'un possible duc de Bretagne. Devenant un dangereux rival aux yeux du duc Jean IV, celui-ci décida de l’éliminer. L’occasion se présenta le 26 juin 1387, à l’issue des États de Bretagne tenus à Vannes.
Lors du banquet clôturant les États, le duc invita ses hôtes à découvrir son château de l’Hermine en cours de construction. Olivier de Clisson cèda à l’invitation de son hôte et accompagné du duc visita toutes les pièces. Alors qu’il entrait dans la tour du donjon, les gens d’armes de Jean IV se saisirent de lui et il se retrouva les fers aux pieds. Le duc donna l’ordre à Jean de Bazvalan, capitaine du château, d’exécuter le prisonnier. Alarmé toutefois des conséquences de cette exécution et suivant les conseils du capitaine du château qui n'avait pas suivi les ordres de son souverain, il épargna le connétable. Les deux hommes se réconcilièrent quelques années plus tard.
La tour du Connétable, qui se trouve  dans une courtine de la « première enceinte » et qui n'a rien à voir avec une des tours du château de l'Hermine porterait ce nom en souvenir d'Olivier de Clisson. Selon la tradition ce dernier y aurait été arrêté. Cependant l'actuel édifice est postérieur à cet événement et le nom de la tour provient de sa qualité de demeure du connétable de Bretagne.

#### Mariage de Marguerite et de François d'Étampes
En 1455, le duc Pierre II et son épouse, la bienheureuse Françoise d'Amboise, ne peuvent avoir de descendance. Avec les problèmes de santé de Pierre II, se pose la question de sa succession. Pour éviter que le trône de Bretagne ne tombe entre des mains étrangères, le duc décide de marier sa nièce, Marguerite de Bretagne, fille de son frère ainé François Ier, à son cousin, François de Bretagne, comte d'Étampes. Pour sceller cette union, le duc convoque les États de Bretagne à Vannes, lesquels s’y réunissent le jeudi 13 novembre 1455, dans la salle haute de la Cohue. S’y rassemblent les principaux seigneurs bretons, ainsi que les évêques, les abbés et les représentants des villes. Tous approuvent l’union matrimoniale voulue par Pierre II. 
Les noces débutent par une grande messe en la cathédrale Saint-Pierre de Vannes, présidée par l’évêque de Nantes, Guillaume de Malestroit. S'ensuivent des banquets et des danses au château de l’Hermine, les joutes animent la place des Lices.

« Au disner, le duc mena la dame nouvelle espousée en la salle de l’Hermine,où elle prit place au milieu du dais… Le duc disna dans la chambre à parer avec les principaux seigneurs… Le duc avait le mariéprès de lui, sous son dais… Après le disner, environ quatre heures commencèrent les danses aux haults menestriers. Le duc mena Madame de Malestroit, Monsieur de Laval mena la duchesse, les autres seigneurs les autres dames, et continuèrent les danses jusqu’à la nuit… Le lendemain commencèrent les joutes, qui durèrent quatre jours ; et après que les seigneurs les eurent passé en grande joie, festes et esbatemens, ils quittèrent Vennes. »

— Pierre Le Baud

### Le démantèlement
En 1458 François II transfère sa capitale de Vannes à Nantes, condamnant le château de l'Hermine à un usage moins prestigieux. Il est cependant entretenu régulièrement. Le roi François Ier de France séjourna au château pour le vote des états pour l'union du duché en 1532. Le passage du duché dans le giron français en 1532 lui ôta l'espoir d'un usage princier. Le sieur d'Arradon, gouverneur du château, ayant soutenu la cause de César de Vendôme, duc de Penthièvre et gouverneur de Bretagne contre la régente Marie de Médicis, fut puni au travers du château. D'Argentré rapporte qu'en 1615-1616, par déférence envers la régente, la communauté de ville qui avait la garde du château en fit extraire des pierres pour réparer la courtine qui mène à la porte Calmont, ruinant une partie de l'édifice. On fit la chasse aux hermines (héraldiques et passantes) sculptées sur les pierres prééminencières du château et de la chapelle des Lices, remarquées par Dubuisson-Aubenay en 1636 et dont il ne reste rien aujourd'hui. A la demande de la communauté, Louis XIV fit donation des ruines du château à la ville en 1697 et leurs pierres servirent à la construction des quais du port de Vannes et aux réparations des bâtiments dont la ville avait la charge. Il restait malgré tout au XVIIIe siècle les deux grosses tours-logis dont celle de l'est avait conservé un peu d'élévation et dont le premier niveau servait de glacière. Ces restes furent entièrement démolis en 1784 par leur propriétaire M. Lagorce pour y faire sa maison.

#### L'hôtel Lagorce
Le bâtiment actuel (Hôtel Lagorce) date de 1785 et n'a plus rien à voir avec le château médiéval de l’Hermine qui ressemblait plus à une forteresse qu’à un « château de loisir ». Les restes du château - deux tours déjà bien arasées - furent complètement détruits en 1798 par Julien Lagorce, traiteur pâtissier, qui l'avait acheté en 1784. Il construisit sur leur emplacement un hôtel où il tint un restaurant réputé sous le Consulat.
Ruiné, Julien Lagorce le revend en 1803 à un négociant lorientais, puis le château connaît plusieurs propriétaires successifs dans le courant du XIXe siècle avant d'être acquis par l'État en 1876 pour y installer l'École d'artillerie du XIe corps d'armée, le bâtiment subit alors des modifications. De 1960 à 1974, l'hôtel hébergea la Trésorerie générale du département. En 1976, il devint la propriété de la ville de Vannes qui l'affecta à l'École de Droit du Morbihan puis à différentes activités associatives et culturelles dont l'institut culturel de Bretagne. Depuis quelques années, l'École de droit a rejoint le campus et la mairie a aménagé deux grandes salles d'expositions au rez-de-chaussée de l'hôtel.

## Architecture
La forteresse est adjointe de vastes dépendances où le duc crée un parc, le terrain s'étendait de la Garenne à l'étang au Duc. Selon les Chroniques de Froissart, il est « très bel et très fort » et pour Bertrand d’Argentré dans son Histoire de Bretagne, datée de 1582, « c’est un petit bâtiment pour un prince, qui consiste en un seul corps de logis et force petites tours et il y a en outre deux grosses tours par le dehors ».

## Les fouilles de 2023
Les vestiges du site ont été découverts lors de fouilles archéologiques en 2023. Les archéologues de l'INRAP ont découvert des murs de plus de 5 mètres d'épaisseur, illustrant la volonté défensive des bâtisseurs, les restes du logis et de l'escalier d'apparat, des vitraux colorés et des carreaux de céramique finement décorés, des vestiges de latrines et les restes d'un moulin à eau.

## Personnalités liées au château
- Jean IV (1339-1399) duc de Bretagne le fit construire.
- le connétable Olivier de Clisson (1336-1407) y fut capturé le 25 juin 1387.
- Jean V (1389-1442) duc de Bretagne y naquit.
- Marie de Bretagne (1391-1446), fille du duc Jean IV et de Jeanne de Navarre y épousa Jean Ier d'Alençon (1385-1415) le 26 juin 1398.
- François Ier, duc de Bretagne (1414-1450) y naquit.
- Marguerite de Bretagne, fille du duc François Ier y épousa le comte d'Étampes, futur duc François II, le 16 novembre 1455.
- François Ier, roi de France (1494-1547) y séjourna en 1532.